# リュートナン・ド・ヴェソ・ラヴァレ (通報艦)
リュートナン・ド・ヴェソ・ラヴァレ（フランス語：Lieutenant de vaisseau Lavallée, F 790）は、フランス海軍のデスティエンヌ・ドルヴ級通報艦10番艦。艦名は第二次世界大戦中、レジスタンス運動に参加しナチス・ドイツに逮捕され強制収容所で死亡したジャン・ラヴァレ海軍大尉（Jean Lavallée）に由来する。

## 艦歴
「リュートナン・ド・ヴェソ・ラヴァレ」は、DCNロリアン工廠で建造され1977年11月30日に起工、1979年5月12日に進水、1980年10月9日に就役する。
1984年3月7日、排他的経済水域中で違法に漁をしている2人のスペインのトロール船を発見し、警告射撃の後、トロール船に100mm砲を発射した。密漁者8人が負傷し、そのうち2人が重傷を負った。
1990年5月31日にサン＝ナゼールと命名都市の関係を結んでいる。「リュートナン・ド・ヴェソ・ラヴァレ」はブレストに配備され海外領土や経済水域の警備の他に、潜水艦部隊の支援や法執行活動および救難を担当し海洋における諸任務に当たる。
1999年3月、ポルトガル海軍が主催するソードフィッシュ99演習（Sword-fish 99）に参加、リスボンには同月8日に寄港した。同年7月にはコルンベ47任務（Corymbe 47）のため西アフリカ諸国を訪問した。2001年3月20日から29日までフランス海軍、ドイツ海軍、スペイン海軍、イギリス海軍が参加した対潜水艦戦を目的としたスポンテックス演習（Spontex）を実施する。
2002年3月4日にブレストから出港し、ヘラクレス作戦のため6月頃まで第473任務部隊の属しインド洋に展開した。任務終了後の9月にはスペイン海軍主催のネオタポン02演習（Néotapon 02）に参加、カナリア諸島で行動する。2003年3月には大西洋にてスポンテックス3演習（Spontex 3）に参加した。
2004年11月7日にダカールを出港しコルンベ任務中にリコネル作戦（Licorne）を支援した。2006年3月27日にラ・ロシェルに寄港し「L9013 ミストラル」と共に3月30日までスケレオ演習（Skreo）を実施、水陸両用作戦で第519輜重連隊も参加した。2007年7月から11月までコルンベ89任務（Corymbe 89）のため西アフリカ諸国を訪問する。